# La Cruz (Uruguay)
La Cruz ist eine Ortschaft in Uruguay.

## Geographie
La Cruz befindet sich auf dem Gebiet des Departamento Florida in dessen Sektor 3. Der Ort liegt im westlichen Teil des Departamentos in der Cuchilla de La Cruz einige Kilometer nördlich der Departamento-Hauptstadt Florida, sowie des Ortes La Macana und südöstlich von Pintado. Unweit südlich des Ortes entspringt der Arroyo Lindero.

## Geschichte
Am 23. Oktober 1929 wurde La Cruz durch gesetzliche Regelung (Ley No. 8.497) als Pueblo eingestuft.

## Infrastruktur
Durch den von der Ruta 5 tangierten Ort führt eine Eisenbahnlinie.

## Einwohner
Die Einwohnerzahl von La Cruz beträgt 747 (Stand: 2011), davon 381 männliche und 366 weibliche.
| Jahr | Einwohner |
| ---- | --------- |
| 1963 | 749       |
| 1975 | 620       |
| 1985 | 618       |
| 1996 | 702       |
| 2004 | 726       |
| 2011 | 747       |

Quelle: Instituto Nacional de Estadística de Uruguay